# GreenWish Partners
GreenWish Partners est un producteur d'énergies renouvelables français consacré à l'Afrique, notamment dans le secteur de l'énergie solaire en Afrique de l'Ouest. 
Depuis sa création en 2010, GreenWish a levé plus de 270 millions de dollars de capitaux propres pour financer des projets d’énergie renouvelable en Afrique subsaharienne. Aujourd’hui, GreenWish compte plus de 300 mégawatts de projets en développement avancé et des projets en étude totalisant près d’un gigawatt. 
La société est placée en liquidation judiciaire le 10 septembre 2019. 

## Histoire
GreenWish a été fondé en 2010 par Charlotte Aubin Kalaidjian, rejointe en 2014 par Gilles Parmentier, date à laquelle la société confirme son orientation stratégique vers l’Afrique et sa volonté d’apporter une solution pérenne au déficit énergétique de la région. Après avoir ouvert un bureau à Dakar en 2015, elle lance Senergy 2 (de), son premier projet de centrale solaire à Bokhol au Sénégal. 
En juin 2016, GreenWish signe un accord stratégique de 250 millions de dollars avec la société internationale de capital-investissement Denham Capital pour développer, financer et construire 600 MW d’actifs d’énergie renouvelable à travers l'Afrique subsaharienne d’ici à 2020.
La même année, GreenWish ouvre des bureaux en Irlande, en Côte-d'Ivoire et au Nigeria.
La société est placée en liquidation judiciaire le 10 septembre 2019.

## Activités
L'entreprise finance et développe des solutions énergétiques s'appuyant sur l'énergie solaire photovoltaïque. Ainsi, GreenWish développe des centrales solaires au Nigeria : 50 MW dans les Etats de Kaduna et du Jigawa et 100 MW dans l'Etat d'Enugu, qui devaient être ouvertes en 2018.

### Senergy II
En février 2016, la Société nationale d'électricité du Sénégal (Senelec) et GreenWish lancent la construction de Senergy 2 (de), une centrale solaire photovoltaïque d’une puissance de 20 MW située à Bokhol, à la frontière entre le Sénégal et la Mauritanie. La construction est assurée par Vinci. La mise en service et le raccordement au réseau de la Senelec, le 22 octobre 2016, a donné naissance au premier producteur solaire indépendant en Afrique de l'Ouest et la plus grande centrale solaire d'Afrique subsaharienne (hors Afrique du Sud). Grâce à ses performances et au prix de revient du kilowattheure produit, il est estimé que Senergy II doit permettre de générer près de 4,9 millions de $ d’économies par an pour l’État sénégalais et d’économiser l’émission de 23 000 tonnes de CO2 chaque année.

### Antennes de télécommunication
En août 2017, GreenWish conclut un partenariat avec Orange, entreprise française de télécommunications, pour assurer la transition énergétique de son parc de tours télécom en République démocratique du Congo (RDC),,. 
En proposant des solutions de production d’électricité solaire hybride autonome, associant énergie solaire, batterie et diesel en appoint, l’offre GreenWish permet de garantir une plus grande indépendance et efficacité énergétique tout en réduisant le prix de production de l’électricité de près de 30%. Le partenariat avec Orange prévoit le déploiement d’une première tranche de 250 tours télécom réparties sur l’ensemble du territoire congolais. À plus long terme, GreenWish s’est fixé pour objectif d’équiper 10 000 tours en solution solaire hybride en Afrique subsaharienne avant 2020, soit un investissement estimé à environ 800 millions de dollars. 

## Direction
GreenWish est dirigé par Charlotte Aubin depuis 2010, rejointe en 2014 par Gilles Parmentier, directeur des investissements. Gilles Parmentier démissionne de ses fonctions en mai 2018. La société est basée à Paris.

### Sources
- Scaling Africa’s solar infrastructure, African Business, 24/07/2017
- Quand le solaire se lève, ces patrons qui y croient, Jeune Afrique, 15/01/ 2017
- Ces entreprises tricolores qui veulent électrifier l'Afrique, Le Figaro, 01/2017 (accès payant)
- GreenWish Plans to Build 100 MW Solar Capacity in North Nigeria, Bloomberg, 20/10/2016